# Wesoła (Łany Wielkie)
Wesoła – część wsi Łany Wielkie w Polsce, położona w województwie śląskim, w powiecie gliwickim, w gminie Sośnicowice.
W latach 1975–1998 Wesoła administracyjnie należała do województwa katowickiego.